# Josué da Silva Mello
Josué da Silva Mello (Lagarto, Sergipe) é um teólogo, sociólogo, filósofo, cientista político e educador cuja trajetória acadêmica e profissional foi construída principalmente na Bahia. Ainda jovem, mudou-se para Salvador em 1953 para estudar como bolsista do então americano Colégio 2 de Julho, instituição que posteriormente ajudou a nacionalizar.
É formado em teologia pela Faculdade do Centenário, em sociologia pela Universidade Federal de São Carlos (UFSCar) e em filosofia pela Universidade Católica do Salvador (UCSal). Pela Universidade Federal da Bahia (UFBA), tornou-se especialista em ciências políticas e mestre em educação. Josué recebeu o título de doutor honoris causa por uma instituição equatoriana.
Foi presidente da Confederação da Mocidade Presbiteriana do Brasil, em São Paulo, entre 1959 e 1960. Em 1966, assumiu a presidência do Conselho Superior de Administração do Colégio 2 de Julho, permanecendo no cargo até 1976, quando fundou e assumiu a direção da Fundação 2 de Julho, entidade criada para então ser proprietária e manter a instituição de ensino soteropolitana, permanecendo no cargo até o ano de 1984. Também foi fundador e diretor do Serviço de Integração de Migrantes de Feira de Santana entre 1968 e 1990, organização da qual originou-se o bairro feirense SIM, sendo presidente desta instituição entre os anos de 1996 e 2003. Entre 1979 e 1987, foi pró-reitor acadêmico da Universidade Estadual de Feira de Santana (UEFS) e, no quadriênio 1991-1995, foi nomeado reitor da instituição. Entre os anos de 2000 e 2004, foi diretor geral da Faculdade de Tecnologia e Ciências (FTC) de Feira de Santana. De janeiro de 2001 a abril de 2002, foi secretário municipal de educação de Feira de Santana. Entre 2004 e 2011, foi diretor geral da Faculdade 2 de Julho (F2J). Também é membro efetivo da Academia de Educação de Feira de Santana, Academia Feirense de Letras, Academia de Cultura da Bahia e da Academia Baiana de Educação.